# Monash (ort)
Monash är en ort i Australien. Den ligger i kommunen Berri and Barmera och delstaten South Australia, omkring 200 kilometer nordost om delstatshuvudstaden Adelaide.
Närmaste större samhälle är Berri, nära Monash. 
Omgivningarna runt Monash är i huvudsak ett öppet busklandskap. Runt Monash är det mycket glesbefolkat, med 4 invånare per kvadratkilometer. Genomsnittlig årsnederbörd är 299 millimeter. Den regnigaste månaden är februari, med i genomsnitt 67 mm nederbörd, och den torraste är oktober, med 7 mm nederbörd.